# Jolotundo (Lasem)
Jolotundo is een bestuurslaag in het regentschap Rembang van de provincie Midden-Java, Indonesië. Jolotundo telt 3046 inwoners (volkstelling 2010).